# Banca offshore
Le banche offshore (lett. "fuori dalle acque territoriali") sono banche che hanno sede legale in paesi, cosiddetti paradisi fiscali (Liechtenstein, Principato di Monaco, Panama, Isole Cayman, Anguilla), che applicano legislazioni in campo fiscale e creditizio più convenienti, rispettando inoltre il segreto bancario.
Grazie a questa posizione privilegiata, le banche offshore si trovano a gestire una considerevole quantità di capitale: secondo alcune stime infatti sarebbero circa 10.000 (di cui 320 italiane) con un volume d'affari pari a circa 1800 miliardi di euro.
Una banca offshore è una banca regolamentata dalla licenza bancaria internazionale (spesso chiamata licenza offshore), che vieta alla banca di stabilire qualsiasi attività commerciale nella giurisdizione in cui opera.

## Origine ed evoluzione
A causa della minore regolamentazione e trasparenza, i conti corrente presso le banche offshore sono stati spesso usati per nascondere il reddito non dichiarato. Dagli anni '80, le giurisdizioni che forniscono servizi finanziari su larga scala ad individui non ivi residenti possono essere catalogate come centri finanziari offshore, i quali prevedono una quantità minima o nulla di tasse sulle società e/o sul reddito personale e alte imposte dirette come, ad esempio, i dazi doganali, agevolando gli imprenditori ma rendendo il costo medio della vita più elevato rispetto ad altri Paesi.
Con l'aumento delle misure mondiali sul CFT ("combatting the financing of terrorism", combattere il finanziamento del terrorismo) e la conformità AML ("anti-money laundering", antiriciclaggio di denaro), il settore bancario offshore, nella maggior parte delle giurisdizioni, è stato soggetto a nuovi regolamenti.
Dal 2002 la Financial Action Task Force emette la cosiddetta lista nera FATF dei "Paesi o territori non cooperativi" (NCCT), Paesi che sono considerati non cooperativi nella lotta globale contro il riciclaggio di denaro e il finanziamento del terrorismo.
Un conto corrente in una banca straniera offshore è spesso definito come un "conto offshore". Tipicamente, un individuo o una società manterrà un conto offshore per i vantaggi finanziari e legali che fornisce, come per esempio:
- forte privacy, incluso il segreto bancario
- nessuna tassazione aziendale nei paradisi fiscali
- protezione contro l'instabilità locale, politica o finanziaria dei rispettivi Paesi di appartenenza[3]

Mentre il termine ha origine dal fatto che le Isole del Canale sono "offshore" (fuori dalle acque territoriali) dal Regno Unito, e mentre la maggior parte delle banche offshore, ad oggi, sono situate in nazioni insulari, il termine è usato figurativamente per riferirsi a qualsiasi banca utilizzata per gli stessi scopi, indipendentemente dalla posizione geografica. In questo modo, banche in Andorra, Lussemburgo e Svizzera, senza sbocco sul mare, possono essere descritte come "banche offshore".
Il circuito bancario offshore è stato precedentemente associato all'economia sommersa, al crimine organizzato, all'evasione fiscale e al riciclaggio di denaro; tuttavia, legalmente, l'attività bancaria offshore non impedisce che i beni siano soggetti all'imposta sul reddito personale sugli interessi. Ad eccezione di alcune persone che soddisfano requisiti abbastanza complessi (come i viaggiatori perpetui), le leggi sull'imposta sul reddito personale di molti paesi (ad esempio, Francia e Stati Uniti) non fanno distinzione tra gli interessi guadagnati nelle banche locali e quelli guadagnati all'estero. Le persone soggette all'imposta sul reddito negli Stati Uniti, per esempio, sono tenute a dichiarare tutti i conti bancari esteri di cui dispongono, sia in banche offshore che in altre.
Le banche offshore sono ora tenute, in molti casi, a collaborare con le autorità fiscali, anche se la Svizzera ed alcune altre giurisdizioni mantengono regimi di segreto bancario che possono essere più difficili da controllare.
Dopo gli attacchi dell'11 settembre, ci sono state molte richieste di aumentare la regolamentazione sulla finanza internazionale, in particolare per quanto riguarda le banche offshore, OFCs, criptovalute e camere di compensazione come Clearstream, con sede in Lussemburgo, che sono possibili crocevia per grandi flussi di denaro illegale. In buona parte, gli illeciti ed i crimini connessi al sistema bancario si sono verificati a causa dell'aggiramento dei regolamenti e dei controlli e della mancanza di un'autorità sovranazionale dotata di poteri sanzionatori significativi.

## Giurisdizioni
I centri finanziari offshore più popolari sono siti in giurisdizioni storicamente stabili da un punto di vista politico ed economico. Numericamente, il mercato globale dell'attività bancaria offshore è dominato da Stati Uniti d'America, Svizzera e Isole Cayman. Una lettera del procuratore distrettuale di New York, Robert M. Morgenthau, pubblicata dal New York Times, afferma che le Isole Cayman hanno 1,9 trilioni di dollari depositati in 281 banche offshore, tra cui 40 delle prime 50 banche del mondo, anche se le statistiche ufficiali pubblicate dalla Cayman Islands Monetary Authority suggeriscono che gli importi in deposito sono in realtà circa 1,5 trilioni di dollari.
Altre giurisdizioni offshore forniscono anche servizi bancari offshore in misura maggiore o minore: in particolare, Jersey, Guernsey e l'Isola di Man sono note per la loro infrastruttura bancaria ben regolamentata. Alcune giurisdizioni offshore hanno allontanato i loro settori finanziari dall'attività bancaria offshore, ritenendo che fosse difficile da regolamentare adeguatamente e che potesse dare origine a scandali finanziari. Ad esempio, nonostante siano la più grande giurisdizione offshore, le Isole Vergini britanniche hanno concesso la licenza solo a sette banche, che si concentrano sulle attività locali: al contrario, in Svizzera, nelle Isole Cayman e alle Bahamas sono presenti centinaia di banche aventi regolare licenza.

### Segreto bancario
Dal 2 aprile 2009, l'Organizzazione per la Cooperazione e lo Sviluppo Economico (OCSE), in prima linea nella lotta all'evasione fiscale, non si opporrà all'uso da parte dei governi di dati bancari rubati per rintracciare l'evasione fiscale attraverso centri offshore, come nello scandalo fiscale del Liechtenstein del 2008. La recente condivisione di dettagli bancari riservati di UBS su 285 clienti sospettati di evasione fiscale intenzionale da parte dell'Internal Revenue Service (IRS) degli Stati Uniti d'America è stata giudicata una violazione sia della legge svizzera che della costituzione del paese da un tribunale amministrativo federale svizzero. Tuttavia, l'OCSE ha rimosso 18 paesi, tra cui Svizzera, Liechtenstein e Lussemburgo, dalla cosiddetta "lista grigia" di paesi che non offrivano sufficiente trasparenza fiscale, e li ha categorizzati come paesi appartenenti alla "lista bianca".

## Struttura e funzionamento
L'attività bancaria offshore costituisce una parte considerevole del sistema finanziario internazionale. Alcuni esperti ritengono che fino alla metà del capitale mondiale scorre attraverso i centri offshore.
Si dice che i centri offshore abbiano l'1,2% della popolazione mondiale e detengano il 26% della ricchezza mondiale, compreso il 31% dei profitti netti delle multinazionali statunitensi. Un gruppo di attivisti afferma che 13-20 trilioni di sterline sono detenuti in conti offshore, ma la cifra reale potrebbe essere molto più alta se si tiene conto del dispiegamento di capitali cinesi, russi e statunitensi a livello internazionale.
Trilioni in depositi e titoli sono detenuti in banche offshore, soprattutto da società commerciali internazionali (IBC) e trusts. Tra le banche offshore, le banche svizzere detengono circa il 35% dei fondi privati e istituzionali del mondo (o 3 trilioni di franchi svizzeri), e le Isole Cayman (oltre 2 trilioni di dollari di depositi) sono il quinto centro bancario mondiale in termini di depositi. Tuttavia, i dati della Banca Nazionale Svizzera mostrano che gli attivi detenuti da persone straniere in conti bancari svizzeri sono diminuiti del 28,1% tra gennaio 2008 e novembre 2009.

### Benefici
Le banche offshore danno accesso a giurisdizioni politicamente ed economicamente stabili. Ciò sicuramente costituisce un vantaggio per i residenti in aree soggette ad un rischio di turbolenze politiche, che temono che i loro beni possano essere congelati, sequestrati o scomparire (come nel caso del corralito, durante la crisi economica argentina del 2001). Tuttavia, attualmente molte banche onshore offrono gli stessi vantaggi sia in termini di stabilità che in termini economici: infatti la maggior parte dei paesi offshore offre tassi di interesse molto simili a quelli offerti onshore.
Alcune banche offshore possono operare con una base di costi più bassa e possono fornire tassi d'interesse più alti del tasso legale nel paese d'origine, a causa della ristretta gamma di servizi forniti e dei progressi tecnologici effettuati sulla scia delle banche "challenger" come Revolut e Starling.
La finanza offshore è una delle poche industrie, insieme al turismo, in cui i paesi insulari geograficamente remoti possono impegnarsi in modo competitivo. Può aiutare i paesi in via di sviluppo a trovare investimenti e far crescere le loro economie, ricollocando la finanza mondiale da e verso il mondo sviluppato a quello in via di sviluppo. Allo stesso modo, paesi offshore ben sviluppati e dotati di risorse, come la Nuova Zelanda e Singapore, offrono uno approdo sicuro e ben amministrato per questo genere di servizi finanziari.
Gli interessi sono generalmente pagati dalle banche offshore senza che vengano detratte le tasse. Questo è un vantaggio per gli individui che non pagano le tasse sul reddito globale, o che non pagano le tasse fino alla dichiarazione dei redditi, o che pensano di poter evadere le tasse nascondendo i redditi da interessi.             FATCA e CRS, insieme ad altri meccanismi di segnalazione, rendono quest'ultimo caso di più difficile realizzazione.
Alcune banche offshore offrono servizi bancari che potrebbero non essere disponibili dalle banche nazionali, come conti bancari anonimi, prestiti a tassi più alti o più bassi in base al rischio ed alle opportunità di investimento non disponibili altrove. Il numero di giurisdizioni che offrono conti anonimi (o azioni al portatore) è diminuito considerevolmente negli ultimi 20 anni.
L'attività bancaria offshore è spesso collegata ad altre strutture societarie, come società offshore, trust o fondazioni, che possono avere scopi ed usi specifici e possono ancora avere vantaggi fiscali e soluzioni di sicurezza bancaria presenti in particolari giurisdizioni.

### Rischi
I conti bancari offshore sono a volte meno sicuri finanziariamente di quelli nazionali. Per esempio, nella crisi bancaria del 2008, alcuni risparmiatori hanno perso fondi che non erano assicurati dal paese in cui erano depositati. Nel 2009, le autorità dell'Isola di Man hanno tenuto a sottolineare che il 90% dei richiedenti è stato pagato, anche se questo si riferiva solo al numero di persone che avevano ricevuto denaro dal loro sistema di compensazione dei depositanti e non l'importo del denaro rimborsato. In realtà, solo il 40% dei fondi dei depositanti era stato rimborsato: il 24,8% nel settembre 2009 e il 15,2% nel dicembre 2009. In realtà, Svizzera, Lussemburgo e altre giurisdizioni offshore ora hanno spesso una qualche forma di schema di compensazione.
Sia i centri bancari offshore che quelli onshore hanno spesso schemi di compensazione dei depositanti. Per esempio lo schema di compensazione dell'Isola di Man garantisce 50.000 sterline di depositi netti per singolo depositante, o 20.000 sterline per la maggior parte delle altre categorie di depositanti. I potenziali depositanti dovrebbero essere consapevoli che qualsiasi deposito oltre l'importo garantito è a rischio. Tuttavia, solo centri offshore come l'Isola di Man hanno rifiutato di risarcire i depositanti al 100% dei loro fondi in seguito a crolli bancari. I depositanti onshore sono stati rimborsati per intero, indipendentemente dal limite di compensazione di quel paese. Da ciò, si deduce che l'attività bancaria offshore è storicamente più rischiosa di quella onshore.
L'attività bancaria offshore è stata spesso associata in passato all'economia sommersa ed al crimine organizzato. Dopo l'11 settembre 2001, le banche offshore e le banche onshore che operano insieme alle camere di compensazione, sono state accusate di aiutare varie bande del crimine organizzato, gruppi terroristici e altri attori statali e non. Tuttavia, l'offshore banking è un servizio finanziario legittimo utilizzato da molti lavoratori espatriati e internazionali.
Le giurisdizioni offshore possono essere remote, difficili o costose da raggiungere: tuttavia l'avvento dell'internet banking ha minimizzato l'impatto negativo di questo aspetto di natura logistica.
L'attività bancaria offshore è generalmente più accessibile a coloro che hanno redditi più alti, a causa dei costi per stabilire e mantenere i conti offshore. Tuttavia, semplici conti di risparmio possono essere aperti da chiunque e mantenuti con spese di scala equivalenti alle loro controparti onshore.
L'US Bank Secrecy Act richiede ai contribuenti statunitensi di presentare un modulo del Dipartimento del Tesoro 90-22.1 "Report of Foreign Bank and Financial Accounts", comunemente noto come FBAR. "Ogni persona o entità, compresa una banca, soggetta alla giurisdizione degli Stati Uniti che ha un interesse, una firma o altra autorità su uno o più conti bancari, titoli o altri conti finanziari in un paese straniero deve presentare un FBAR se il valore complessivo di tali conti in qualsiasi momento di un anno solare supera i 10.000 dollari. (31 CFR 103.24)".
I conti bancari offshore sono a volte propagandati come la soluzione ad ogni strategia legale, finanziaria e di protezione del patrimonio, ma i benefici effettivi sono spesso millantati esageratamente.

## Misure adottate dall'Unione Europea
Nei loro sforzi per reprimere i pagamenti di interessi transfrontalieri, i governi dell'UE hanno concordato l'introduzione della direttiva sulla tassazione del risparmio sotto forma di ritenuta alla fonte dell'Unione europea nel luglio 2005. Una misura complessa, che ha costretto i risparmiatori residenti nell'UE che depositano denaro in qualsiasi paese diverso da quello in cui sono residenti a scegliere tra l'incamerare l'imposta al momento del pagamento, o consentire la notifica da parte delle banche offshore alle autorità fiscali nel loro paese di residenza. Questa tassa colpisce qualsiasi pagamento di interessi transfrontalieri di un individuo residente nell'UE.
Nel 2013, il Consiglio degli Affari Economici e Finanziari dell'Unione Europea ha approvato nuove direttive dell'Unione Europea (UE) in base alle quali le banche degli Stati membri dell'UE condivideranno automaticamente l'identità dei loro clienti e i registri delle transazioni. Questa azione è stata incoraggiata anche da altri paesi importanti come l'Australia e gli Stati Uniti. Questo è stato segnalato dalla maggior parte dei fornitori di servizi offshore che offrono servizi al di fuori dell'Unione europea.
Il 27 maggio 2015, la Svizzera ha firmato un accordo con l'UE che allineerà le pratiche delle banche svizzere a quelle dei paesi dell'UE, e di fatto porrà fine al segreto speciale di cui i clienti residenti nell'UE delle banche svizzere avevano goduto in passato. Secondo l'accordo, sia la Svizzera che i paesi dell'UE si scambieranno automaticamente informazioni sui conti finanziari dei rispettivi residenti a partire dal 2018.

## Attività tipiche
Rivolgendosi ad una banca offshore, è possibile ottenere un'ampia gamma di servizi finanziari, tra cui:
- conti di risparmio
- amministrazione aziendale
- credito
- accettazione di depositi
- cambio valuta
- gestione di fondi
- gestione degli investimenti
- carte di debito e di credito, in prevalenza operanti nei circuiti bancari Visa e Mastercard
- lettere di credito e finanziamenti commerciali
- servizi fiduciari
- bonifici e trasferimenti elettronici di fondi

Non tutte le banche forniscono ogni servizio. Le banche tendono a polarizzarsi tra servizi al dettaglio e servizi di private banking. I servizi al dettaglio tendono ad essere a basso costo e indifferenziati, mentre i servizi di private banking tendono ad offrire una serie di servizi personalizzati al cliente.

### Potenziale gettito fiscale
Alcuni ricercatori hanno dichiarato che considerando anche solo la stima più bassa, corrispondente a 13 trilioni di sterline in deposito nei conti offshore, i fondi offshore genererebbero 121 miliardi di sterline di entrate fiscali , nel caso in cui i beni allocati guadagnassero una media del 3% all'anno d'interesse per i loro proprietari, tassabili applicando un'aliquota generica del 30%. Nonostante ciò, occorre considerare che gran parte del capitale detenuto nelle banche offshore è tassato già alla fonte e, se il capitale rappresenta profitti, è dichiarabile dal proprietario effettivo e sarà tassato secondo la residenza fiscale del proprietario stesso. Il capitale è sempre impiegato in investimenti che poi generano ulteriori entrate fiscali nell'ambito di quelle attività onshore in cui sono stati investiti.

### Proprietà
Secondo il "World Wealth Report" di Merrill Lynch e Capgemini per il 2000, un terzo della ricchezza degli "high-net-worth individuals", cioè i patrimoni netti appartenenti o riconducibili a singoli individui - quasi 6 trilioni di dollari su 17,5 trilioni globali - potrebbe ora essere detenuta nel circuito offshore. Una grande porzione, 6,3 trilioni di sterline, di beni offshore, è posseduta solo da una piccola percentuale, lo 0,001% (circa 92.000 individui super ricchi) della popolazione mondiale.

## Controversie

### Riciclaggio di denaro
Secondo il Fondo Monetario Internazionale (FMI), ogni anno vengono riciclati illecitamente tra i 600 e i 1,5 trilioni di dollari, pari al 2%-5% della produzione economica globale. Oggi, la maggior parte dei proventi derivanti dalla vendita di droga nel mondo è presumibilmente riciclato attraverso giurisdizioni offshore e meno regolamentate come il Paraguay, gli Emirati Arabi e persino gli Stati Uniti, con una stima di 500 miliardi di dollari all'anno, escludendo i proventi derivanti dall'evasione fiscale.
Altre centinaia di miliardi potrebbero provenire da frodi e corruzione. "Questi centri offshore inondati di denaro sono il centro di una colossale rete sotterranea di crimine, frode e corruzione" ha commentato Lucy Komisar citando queste statistiche.
In casi come lo scandalo 1MDB, lo scandalo HSBC e una serie di schemi Ponzi tra cui Bernard L. Madoff Investment Securities, è emerso che una serie di attori onshore e offshore hanno collaborato attivamente al fine di frodare e riciclare di denaro su larga scala. I grandi casi di frode coinvolgono invariabilmente le maggiori banche globali e i beni immobili nei maggiori centri finanziari onshore o mid shore, in modo che i criminali possano riciclare i proventi del crimine in giurisdizioni più sicure e nel sistema finanziario globale nel suo complesso.

### Terrorismo
Il New York Times, il Wall Street Journal e il Los Angeles Times hanno rivelato che il governo degli Stati Uniti, in particolare il Dipartimento del Tesoro e la CIA, avevano sviluppato un programma per accedere al database delle transazioni SWIFT dopo gli attacchi dell'11 settembre, chiamato Terrorist Finance Tracking Program, diminuendo ulteriormente il valore dell'attività bancaria offshore per mantenere segreta l'attività illecita.

## Regolamentazione delle banche internazionali
Nel XXI° secolo, la regolamentazione delle banche offshore è aumentata in modo esponenziale ma non uniforme, nonostante sia monitorata da organismi sovranazionali come il Fondo Monetario Internazionale (FMI).
Dalla fine degli anni '90, specialmente dopo l'11 settembre 2001, ci sono state una serie di iniziative per aumentare la trasparenza delle banche offshore, anche se i critici come l'Associazione per la tassazione delle transazioni finanziarie per l'aiuto dei cittadini (ATTAC), organizzazione non governativa (ONG) sostengono che sono state insufficienti. Alcuni esempi sono:
- l'inasprimento delle norme antiriciclaggio in molti paesi, comprese le località bancarie offshore più popolari, significa che i banchieri e altri fornitori di servizi sono tenuti per legge a riferire il sospetto di riciclaggio di denaro all'autorità di polizia locale, indipendentemente dalle regole del segreto bancario, favorendo la cooperazione internazionale tra le autorità di polizia.
- negli Stati Uniti l'Internal Revenue Service (IRS) ha introdotto i requisiti di Qualifying Intermediary, il che significa che i nomi dei destinatari dei redditi da investimento di origine statunitense vengono passati al vaglio dell'IRS.
- dopo l'11 settembre 2001, gli Stati Uniti hanno introdotto l'USA PATRIOT Act[26], che autorizza le autorità statunitensi a sequestrare i beni di una banca, se si ritiene che la banca detenga beni per un individuo sospettato di essere un criminale. Misure simili sono state introdotte in alcuni altri paesi.
- l'Unione Europea ha introdotto la condivisione di informazioni tra alcune giurisdizioni, e l'ha applicata nei confronti di alcuni centri controllati, come le isole offshore del Regno Unito, in modo che le informazioni fiscali possano essere condivise in relazione agli interessi.[12]

Il Bank Secrecy Act richiede che i contribuenti presentino un FBAR per i conti al di fuori degli Stati Uniti che hanno saldi superiori a 10.000 dollari
Il FATCA (Foreign Account Tax Compliance Act) è diventato legge nel 2010 e "mira alla non conformità fiscale da parte dei contribuenti statunitensi con conti esteri [e] si concentra sulla segnalazione da parte dei contribuenti statunitensi su alcuni conti finanziari esteri e beni offshore ed istituzioni finanziarie estere sui conti finanziari detenuti da contribuenti statunitensi o entità estere in cui i contribuenti statunitensi detengono una partecipazione sostanziale".
Joseph Stiglitz, premio Nobel 2001 per l'economia ed ex capo economista della Banca Mondiale, a proposito dello scandalo Clearstream, ha dichiarato in un'intervista alla giornalista Lucy Komisar:
"Ci si chiede perché, se il sistema bancario regolamentato occupa un ruolo preminente nell'economia globale, si permette a un sistema bancario non regolamentato di continuare ad operare? È nell'interesse di alcuni permettere che questo accada. Non è un incidente; avrebbe potuto essere chiuso in qualsiasi momento. Se si dicesse che gli Stati Uniti, il Regno Unito, le maggiori banche del G7 non tratteranno con centri bancari offshore che non rispettano i regolamenti delle banche del G7, queste banche non potrebbero esistere. Esistono solo perché fanno transazioni con le banche standard".
Bisogna evidenziare come in realtà gli scandali abbiano coinvolto anche banche non offshore come Goldman Sachs, Wells Fargo, Barclays, HSBC e altre.
Esistono inoltre banche offhsore personali, utilizzate prevalentemente da multinazionali o holding familiari che abbiano un'importante consistenza patrimoniale e sono soggette ad una normativa diversa da quelle che possono offrire servizi al pubblico.